# حجارة إيكا

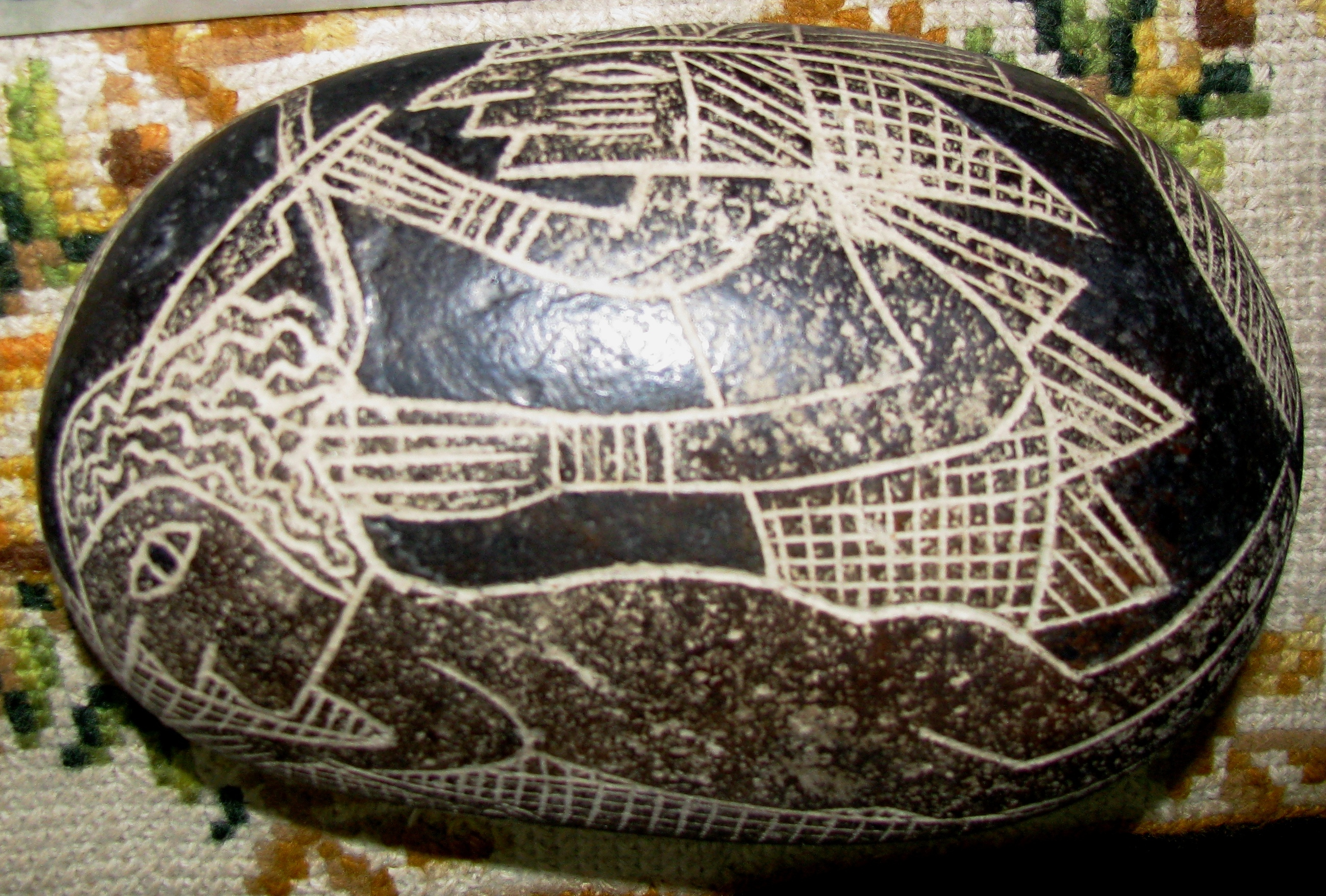

حجارة إيكا هي عبارة عن مجموعة من الأحجار الأنديزيتية الموجودة في مقاطعة إيكا في بيرو والتي تحتوي على مجموعة متنوعة من المخطوطات. يفترض أن بعضها يصور الديناصورات، بالإضافة إلى ما يُزعم أنها تقنيات متقدمة. تُعرف هذه الحجارة على أنها تحمل صفات غريبة أو خدعًا.
بدأ خافيير كابريرا داركيا في جمع وتعميم الأحجار في الستينيات، وحصل على الكثير منها عن طريق مزارع يُدعى باسيليو أوشويا. اعترف أوشويا -بعد ادعائه بأنها قطع أثرية حقيقية- أنه صنع المنحوتات التي باعها وقال إنه أنتج الباتينا (صدأ النحاس) عن طريق خبز الحجر مع روث البقر.

## الوصف
تتكون الحجارة من أنديزيت. ويتراوح حجمها بين 3 سم × 2.5 سم × 1.5 سم (1.18 بوصة × 0.98 بوصة × 0.59 بوصة) إلى 40 سم (16 بوصة). نتيجة للطقس، فقد طوروا الباتينا الرقيقة. وهي تتكون من قشرة التجوية التي أثرت فيها بعض عوامل التعرية ليتحول طين الفلسبار إلى صلصال، ما يسفر عن مادة لينة (من 3 إلى 4 على مقياس موس للصلابة المعدنية) يمكن خدشها.
نُقشت بسطحية لتظهر مجموعة متنوعة من الصور، بعضها منقوشة بشكل مباشر، والبعض الآخر عن طريق إزالة الخلفية وترك الصورة في حالة بروز. تختلف الصور بين الصور البسيطة على جانب واحد من الحصى، حتى التصميمات ذات التعقيد الكبير. يمكن التعرف على بعض التصميمات ضمن أنماط مختلفة على أنها تنتمي إلى ثقافات باراكاس أو نازكا أو تيواناكو أو إنكا.
تتضمن بعض الصور الزهور أو الأسماك أو الحيوانات الحية من أنواع مختلفة. يبدو أن بعض الصور الأخرى تصور المشاهد التي قد تكون مفارقات تاريخية في فن ما قبل كولومبوس، مثل معرفة الديناصورات والأعمال الطبية المتقدمة والخرائط.

## خلفية
تُظهِر البقايا الأثرية دليلًا على أن ثقافات بيرو تعود إلى عدة آلاف من السنين. توحدت بيرو الحديثة بأكملها في بعض المراحل اللاحقة ضمن وحدة سياسية وثقافية واحدة بلغت ذروتها في إمبراطورية الإنكا ثم تلاها الغزو الإسباني. في مراحل أخرى، طورت مناطق مثل وادي إيكا، وهي منطقة صالحة للسكن مفصولة عن غيرها بالصحراء ثقافة خاصة بها.
نُفذت أعمال التنقيب في مقاطعة إيكا في أواخر القرن التاسع عشر وأوائل القرن العشرين على أيدي علماء مثل ماكس أول، وخوليو تللو، وألفريد ل. كرويبر، وويليام دونكان سترونج، وجون هاولاند رووي. لم يبلّغ أي منهم عن اكتشاف حجارة أنديزيتية منحوتة. ومع ذلك، بدأت الحجارة المنحوتة التي نهبت من قبل هويكيروس، وسارقي القبور، تُعرض للبيع للسياح وهواة جمع الأشياء!